# Егматінг
Егматінг (нім. Egmating) — громада в Німеччині, розташована в землі Баварія. Підпорядковується адміністративному округу Верхня Баварія. Входить до складу району Еберсберг. Складова частина об'єднання громад Глонн.
Площа — 19,16 км2. Населення становить 2358 ос. (станом на 31 грудня 2020).